# Fürstenau
Fürstenau je vesnice, místní část města Altenberg v německé spolkové zemi Sasko. Nachází se v zemském okrese Saské Švýcarsko-Východní Krušné hory a má 183 obyvatel. Leží ve východních Krušných horách, sousední obec Fojtovice se již nachází v severních Čechách. Obě obce od sebe odděluje německo-česká hranice.

## Geografie

### Zeměpisná poloha
Fürstenau leží asi 45 km jižně od Drážďan v Krušných horách. Na jihu přiléhá přímo k české státní hranici a do české sousední obce Fojtovice (Voitsdorf) se dá dojít turistickou stezkou (malý pohraniční styk). Česko-německou hranici zde tvoří potok Bílá Mohelnice, při ní leží Zinnwald-Georgenfeld a pár domů osady Müglitz (Grenzschänke-Hammermühle). Na české straně sousedí Fürstenau s pláněmi bývalých českých obcí Přední Cínovec, Mohelnice (Krupka) a Habartice u Krupky, tyto obce byly po vysídlení sudetského obyvatelstva zbourány. Obec Fürstenau se rozprostírá v délce 3 km v muldě stejnojmenného potoka. Nadmořská výška nejprve stoupá od asi 680 metrů u rybníka na severním okraji obce, směrem na jih přes asi 740 metrů, pak ale klesá k Müglitz opět asi na 700 metrů.

### Příroda

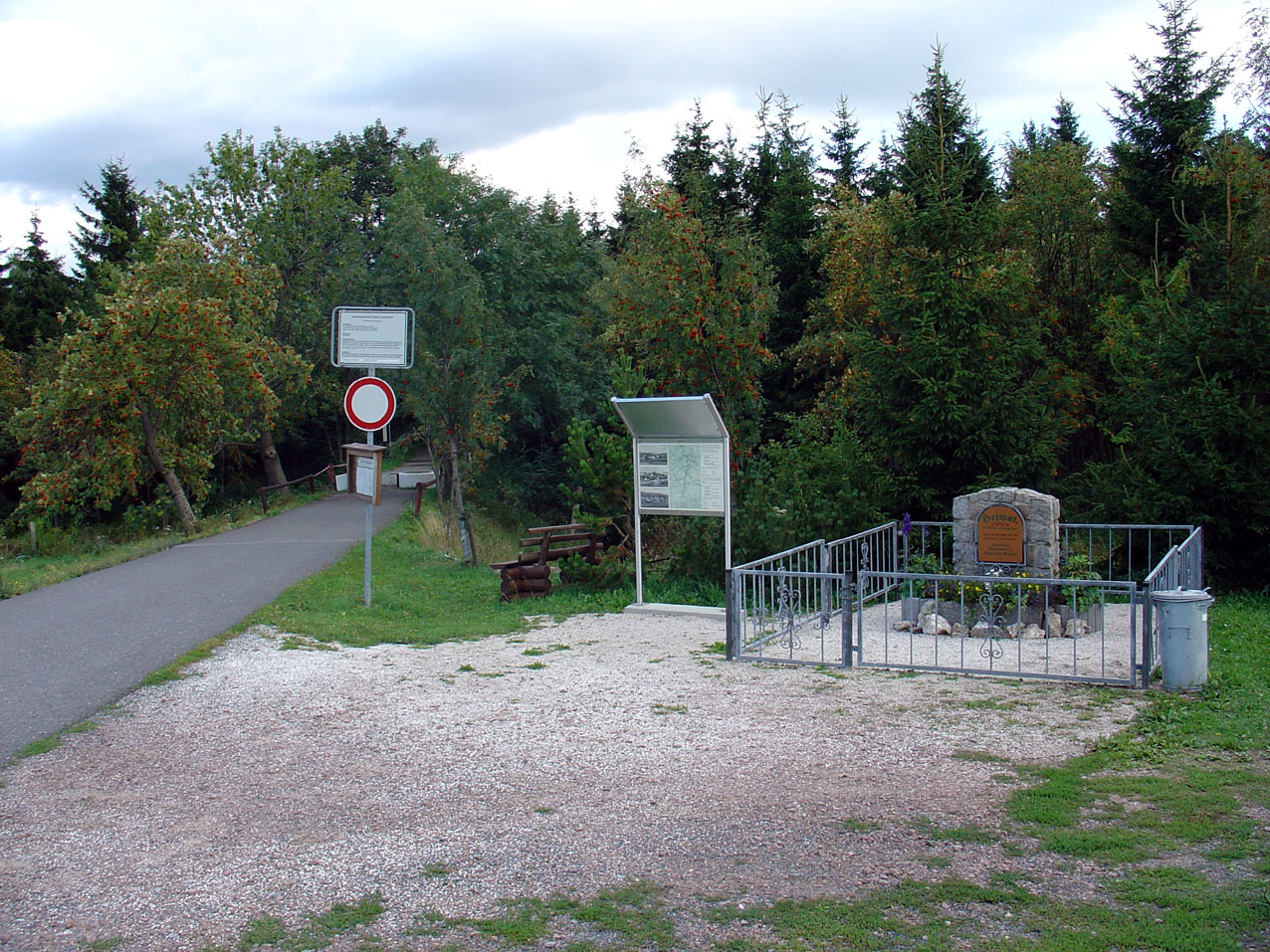
Pamětní tabule a kámen na turistickém přechodu (vysídlení ze Sudet, zbourané obce)

Prostor obce Fürstenau, ležící většinou nad 700 m n. m., do horní části východních Krušných hor. Reliéf je tvořen širokými úseky náhorní plošiny se sklonem k jihu a s málo výraznými vyvýšeninami. Výjimku s výškou 807 m tvoří výšina Traugotthöhe jihozápadně od obce. Úseky náhorních plošin jsou přerušovány řekami a potoky jako je Fürstenauer Bach, které protékají ve sklonu pohoří. Podnebí ve Fürstenau se vyznačuje roční průměrnou teplotou kolem 5,2 °C a ročním úhrnem srážek asi 1000 mm, z čehož je asi 25 % v podobě sněhu (průměr let 1901–50). V období vegetačních měsíců května a června byl naměřen dlouhodobý průměr (1901–50) teplot 12 °C a srážky 305 mm. Starší popisy obce uvádějí, že až do 17. století bývaly ve Fürstenau běžné drsné větry a ledové mlhy. Jelikož podloží tvoří převážně ruly, žulové a křemenné porfyrity, je půda většinou hnědozemního charakteru. Hnědozem a hnědé podzoly lze ještě využívat zemědělsky při vegetační době asi 200 dní. Podnebí však omezuje výnosy z takových půd (bonita půdy 24), takže zemědělská činnost se zaměřuje na obhospodařování luk a s tím související chov dobytka.

## Dějiny

### Založení
Podle jedné pověsti zabloudil kolem roku 1000 markrabě Jiří Míšeňský (Markgraf Heinrich von Meißen) při lovu a napadli jej vlci (ve Vlčím dole - Wolfsgrund), zachránili jej tři uhlíři. Kníže je za to propustil z nevolnictví a daroval jim kus lesa na bývalém Předním Cínovci a polovinu Fürstenau. V roce 1149 začala hornická činnost na Komáří hůrce a pravděpodobně v této době došlo k založení Fürstenau a Löwenhainu. Do roku 1200 pak postupně docházelo ke kolonizaci vyšších částí Krušných hor. Předpokládá se, že Fürstenau a Fürstenwalde byly založeny v této době nebo v letech bezprostředně následujících. K založení tohoto sídla tedy došlo kolem poloviny 13. století v první vlně mýcení pralesů Krušných hor, za vlády markraběte Jindřicha Vznešeného, pravděpodobně na jeho podnět.

### Charakter obce a pláně, architektura
Velkorysá a přehledná dispozice obou těchto řadových vesnic a uspořádání jejich dvorců vedou k závěru, že se jednalo o německé osadníky z oblasti Frank, protože kolem roku 1200 zakládali Slované svá sídla jiným způsobem. Z uspořádání vesnice a zemědělských pozemků kolem ní vyplývá, že Fürstenau bylo založeno jako zemědělské sídlo v podobě, která se označuje výrazem „Waldhufendorf“. Na starších budovách je zřetelný charakter horské vesnice: přízemní domy se silnými zdmi z lomového kamene, malá okna, štíty střechy pokryté šindeli, závětří před vstupními dveřmi. Horní ves, která vznikla dodatečným osídlením, představuje asi čtvrtinu rozlohy vesnice. V horní vsi byly vyměřeny lány jen o 19 akrech (asi 11 ha), ve starší dolní vsi to bylo 33 akrů (asi 19 ha).

### Jméno a znak
Jméno Fürstenau je, tak jak je typické u většiny vesnic německých kolonistů, složeno ze dvou částí. Určující slovo „Fürsten-“ (knížecí) odkazuje na zakladatele sídla. Týká se pravděpodobně vrchnosti sídlící na hradě Lauenstein. Jako výchozí a opěrný bod první vlny osídlení horní části Krušných hor sloužil obranný val, postavený kolem roku 1250 severně od Fürstenau. Druhá složka „-au“ specifikuje polohu. Tato koncovka v nejstarší známé pravopisné podobě „voerstenowe“ (1324) ukazuje na starohornoněmecké „ouwa“ resp. středohornoněmecké „ouwe“, což znamenalo něco jako půda na vodě nebo též mokrá louka. Toto „-au“ tedy označuje polohu sídla v nivě, resp. korytě potoka. Lze též uvážit vztah k rašeliništi dnešního „Fürstenauer Heide“. Podobný jazykový původ má i sousední Fürstenwalde na východ od Fürstenau. Druhou možností je odvození od slova First =horský hřeben vzhledem k poloze v Krušných horách, což platí i pro Fürstenwalde. Z toho lze vyvozovat i historicky rané založení obce, která měla sloužit zabezpečení poštovních cest a přepřahání koní po strmém výstupu z Čech. Vedle nejstarší psané podoby „voerstenowe“ (1324) se pak vyskytují i „Furstenow“ (1350) a „Fürstenow“ (1520). Na prvních mapách, které na základě prvního saského vyměřování vytvořili Matthias Oeder a Balthasar Zimmermann kolem roku 1600, je obec uvedena jako „Ferstenau“. SCHIFFNER (1840) však uvádí jako první název obce „Neuendorf“. Pravděpodobně se však vztahuje na domy a dvorce na jižním konci vesnice, postavené během další vlny osídlování po roce 1530, protože ty označují Oeder a Zimmermann jako „Neudorff“. Na mapě sestavené kolem roku 1730 Adamem Friedrichem Zürnerem je již použita dnešní grafická podoba jména.

### Vývoj vesnice

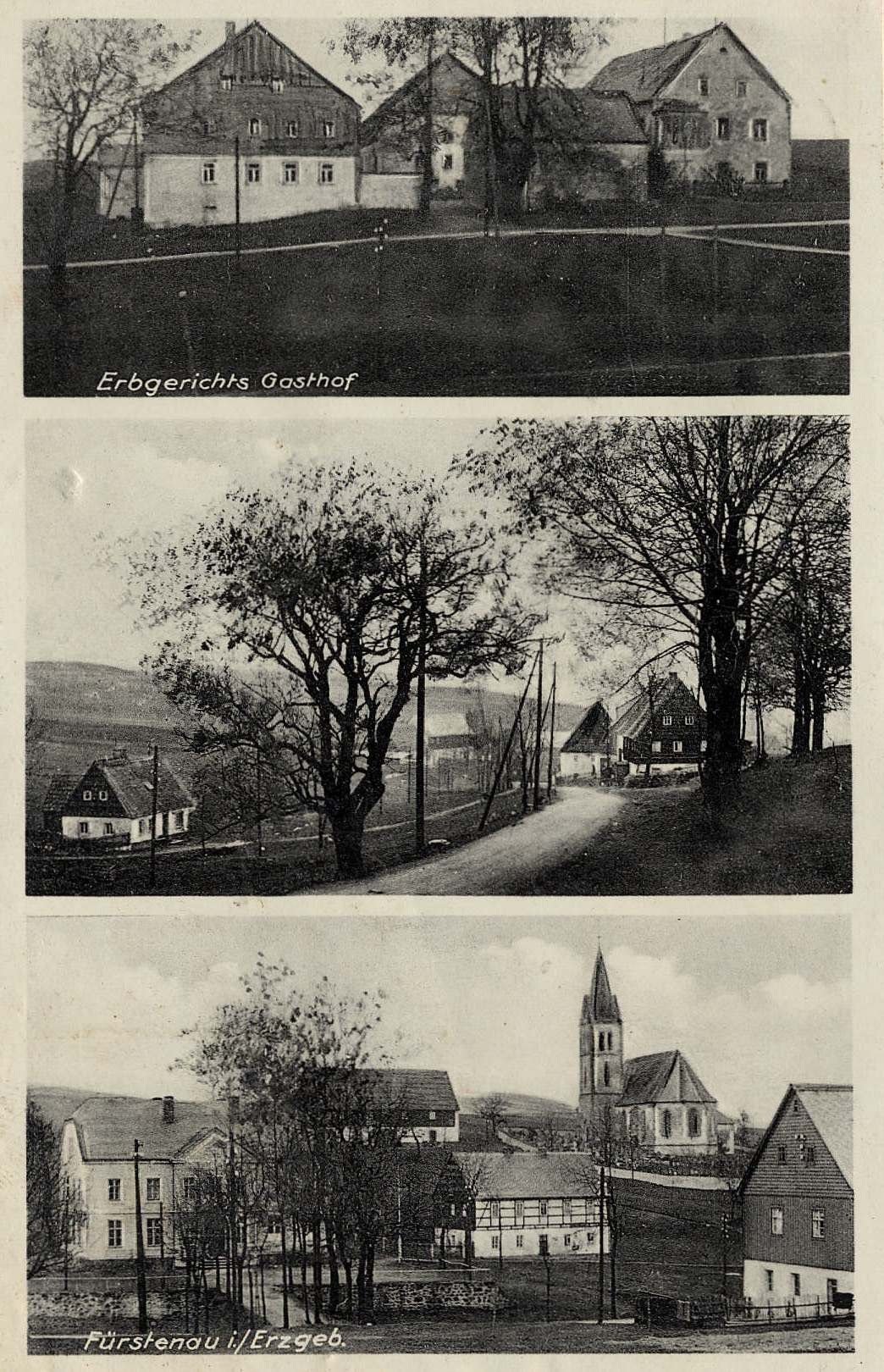
Erbgericht se sálem, pohled do dolní vsi, škola a kostel před rokem 1935

V listině z 26. července 1324 je uvedeno, že pánové z Bergau a pan von Friedrich, lankrabě duryňský a markrabě míšeňský, uzavřeli lenní smlouvu na hrad a město Sayda, hrad Purschenstein a jejich „příslušenství“. Jako další součásti léna jim byly přiděleny vesnice: Helbigsdorf, Zethau, Dorfchemnitz, „Vorstenawe“, Vorstenwalde, Bärenstein a Börnchen. Toto léno bylo získáno jako zástava za větší obnos, půjčený markraběti na tři roky. Z toho vyplývá, že tenkrát Fürstenau ani Fürstenwalde nepatřily k hradům Sayda ani Purschenstein.
Obě vesnice měly tedy z hlediska vlastnického práva zvláštní postavení. Dá se vyvodit, že nepatřily ani k panství Lauenstein. K roku 1350 nechal Friedrich III. (Přísný) pořídit soupis veškerého vlastnictví. V něm je uvedeno, že tři pánové z Tharandtu dali v léno Fürstenau a Fürstenwalde. Friedrich a Hermann von Tharandt každý vlastnili polovinu obou vesnic a Heinrich druhou polovinu. V tomto pramenu jsou dokonce obě vesnice uvedeny jako příslušející k hradu Tharandt. V roce 1378 museli „dolní“ fürstenauští a löwenhainští jakožto robotu převážet cínovou rudu z Kahlen Berge (Lysé hory) do prádla (úpravny) v Lauensteinu. Ve 14. století došlo ke stavbě kostela „Neposkvrněného početí Panny Marie“ ve Fürstenau. Vesnice byla stále součástí panství Lauenstein.
V roce 1542 je v soupisu pro tureckou daň vedle starého Fürstenau uvedena též Horní ves, ve které sídlilo 16 sedláků a o rok později 17. V roce 1424 byl kostel ve Fürstenau „poctěn zvonem“. Mezi roky 1518 až 1547 se počet obyvatel Fürstenau (Dolní vsi) zvýšil z 30 (1518) na 55 (Hermann Löscher, 1954). Hranice mezi oběma částmi vesnice byla ve východní části pláně u domu číslo 11 tehdejšího číslování, v místě, kde do obydlené části vtéká z vřesoviště vesnický potok.
K dodatečnému osídlování muselo dojít mezi roky 1529 a 1540 a také později až do roku 1566, zřejmě díky rozmáhající se těžbě cínové rudy v okolí. Hlavním zaměstnáním lidí však zůstalo zemědělství. Jak již bylo řečeno, mezi léty 1518 a 1547 se počet obyvatel Fürstenau téměř zdvojnásobil z 30 na 55. Dokladem toho je i nárůst zákupného pro vrchnost z asi 30 kop v roce 1477 na asi 50 kop v roce 1529. Fara ve Fürstenwalde je poprvé zmiňována v míšeňském soupisu pro tureckou daň z roku 1530 a obě fary pak ve vizitačních soupisech z let 1539/40 při zavádění reformace. Pravděpodobně kdysi příslušel kostel jako filiální kostel farního kostela v Krupce k pražskému biskupství. Proto je třeba předpokládat, že až do reformace patřila farnost politicky k Českému království, přestože byla vlastnictvím markrabství míšeňského. Bez ohledu na to, zda osídlenci kolem roku 1200 přišli z údolí Ohře nebo z míšeňského kraje, byli to v každém případě němečtí rolníci. Vesnice byla v roce 1602 stále ještě dělena na samostatné obce Fürstenau a Oberdorf. Ještě v polovině 19. století se stále mluvilo o horní a dolní obci, aniž by se z toho dalo usuzovat na plnou samostatnost. 
Z Čech po třicetileté válce (v době rekatolizace jezuity z Bohosudova) uprchli evangelíci z bílinského panství do Fürstenau, v jehož blízkosti    založili exulantskou kolonii Gottgetreu. Všichni čeští exulanti značným dílem přispěli k rozvoji této oblasti na opačné strany hranice.
V roce 1813 způsobila v této horské obci velké škody Napoleonova vojska. Dne 1. listopadu 1887 byl slavnostním průvodem přenesen z Fürstenau do nově postavené kaple na Předním Cínovci oltář Navštívení Panny Marie.
Roku 1922 se Fürstenauští dočkali zavedení elektřiny. Od roku 1950 vede do Fürstenau autobusová linka. V roce 1953 se začalo ve vesnici zakládat JZD typu I (JZD Zdařbůh). V roce 1959 byl ve Fürstenau následující stav dobytka: 789 hovězího dobytka, z toho 372 dojnic, 285 vepřů, takže na 100 ha užitné plochy připadalo 114,5 kusu hovězího dobytka (54 dojnic) a 43,7 vepře. V roce 1960 skončilo zakládání JZD rozšířením na celou vesnici.
Do roku 1980 zmizely ve Fürstenau poslední slaměné střechy. Potom došlo v důsledku znečišťování ovzduší průmyslovými exhalacemi z České pánve k rozsáhlému poškození lesů, zejména smrků. V roce 1988 byla ve Fürstenau uzavřena škola a rozhodlo se zřídit v její budově pobočku knihovny. Roku 1989 disponoval Fürstenauský dobytkářský kombinát více než 1000 zvířaty, z toho bylo 300 dojnic, 600 jalovic a 100 telat. Soukromníci pak drželi 35 kusů hovězího dobytka, 62 vepřů, 71 ovcí a 1290 kusů drůbeže. Vesnice měla starostu s kanceláří obecního zastupitelstva, knihovnu, mateřskou školu, prodejnu potravin, poštu (v obývacím pokoji Arthura Meißnera), dva hostince a kulturní sál. V roce 1991 byla zrušena mateřská škola, rovně tak i prodejna potravin. V roce 1992 měla již téměř každá domácnost přípojku telefonu a byla zrušena pošta. Dne 1. března 1996 byl ve Fürstenau otevřen turistický přechod, později bylo naproti celnici vybudováno pro účely přechodu placené parkoviště.
Fürstenau bylo součástí města Geising, které se k 1. 1. 2011 stalo místní částí města Altenberg.

## Fürstenauské vřesoviště
Fürstenauské vřesoviště je rašelinový březový háj. Někde se tam ještě dají najít koleje, po kterých se přepravovaly vozíky vytěžené rašeliny. Dříve využívali vřesoviště místní obyvatelé i návštěvníci k procházkám, ale ochránci přírody v 90. letech zlikvidovali stezky a můstky přes bažinné příkopy. V současnosti usilují o rozšíření chráněného území. Další rašeliniště podobné tomuto fürstenauskému se nachází v sousední obci Zinnwald-Georgenfeld, je známé pod jménem "Georgenfelder Hochmoor" - Georgenfeldské vrchoviště. Přímo před místem Grüne Heide se nacházejí hřiště na fotbal a volejbal a spolkový dům sportovního klubu FSV. Naproti spolkovému domu přes silnici stávalo před zbouráním v roce 1993 rekreační středisko „Grüne Heide“. Tento hostinec byl již zmiňován v roce 1804 jako „truhlářství s výčepem“.

## Ochrana přírody
Ze starých pramenů se dozvídáme, že zde žili tetřevi. Tetřívci se zde usadili v období hospodaření zemědělského družstva. V této době byly také odstraňovány kamenné zídky, typické pro Krušnohoří, aby se získalo více užitkových ploch, což ale vedlo k urychlení eroze půdy. V poslední době stavěla Zelená liga nové (umělé) kamenné zídky z netypického červeného kamene, které jsou mnohem vyšší a širší než ty původní, protože rolníci zídky vždy zase rozebírali, aby je použili při stavbě cest a domů.

## Místní části

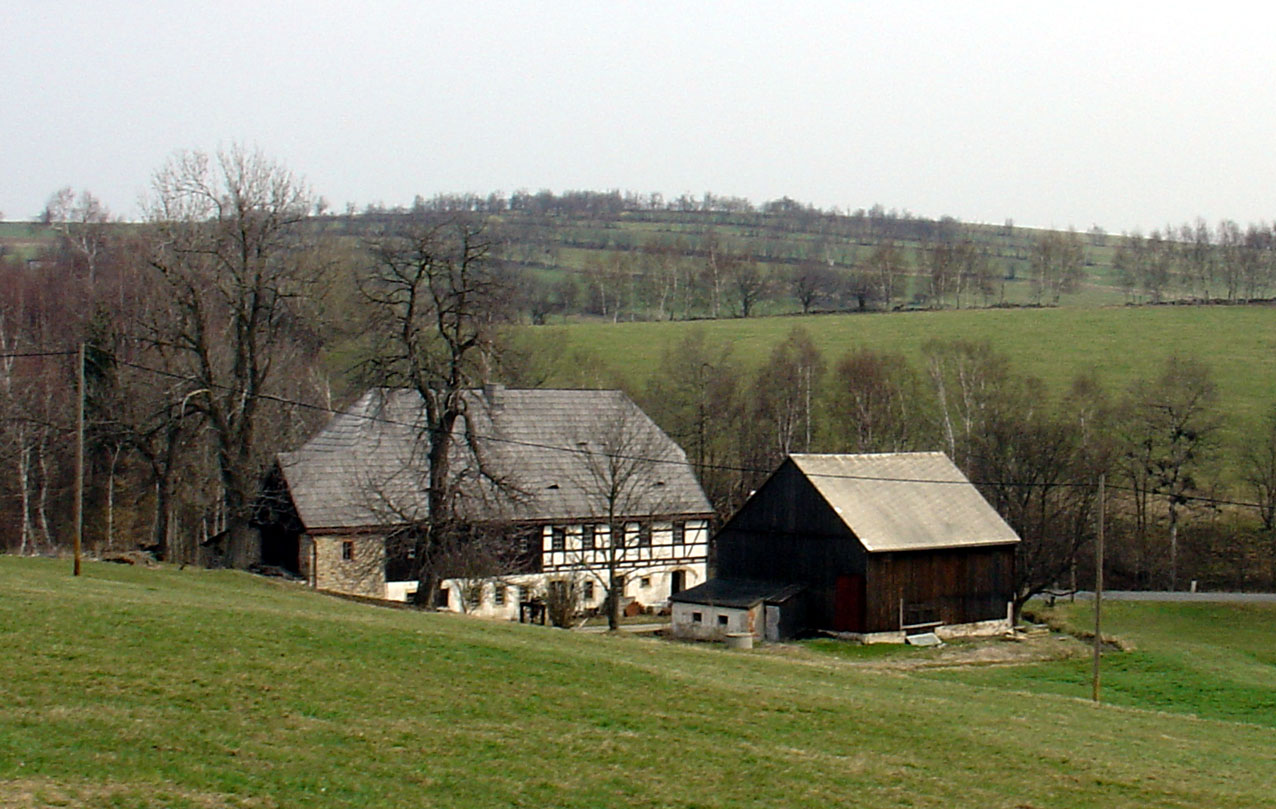
Částečně zrenovovaný mlýn v Müglitz

K Fürstenau patří odedávna místní části Gottgetreu a Müglitz. Fürstenau pak se svými 3 místními částmi bylo v roce 1994 včleněno do tehdejšího města Geising. Za starosty H. Günthera byla obec v době začlenění bez dluhů. Po přičlenění byly rovnoměrně na všechny části města rozpočteny dluhy obcí Liebenau a Geising, později i Lauenstein. Budovy vlastněné obcí, jako byla např. škola, byly z důvodů finanční tísně prodány hluboko pod cenou.

### Müglitz

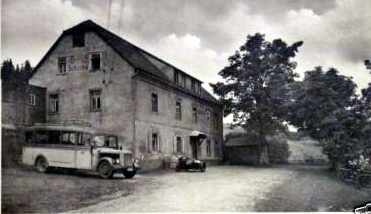
Hostinec Grenzschänke kolem roku 1935

Müglitz je velmi staré osídlení, které mělo původně slovanské obyvatelstvo. Název pochází ze staroslovanského „mogilná“ a znamená vodu tekoucí mezi pahorky. Z toho se vyvinul německý název Müglitz, který nese i příslušný vodní tok. Dříve byla saská část Müglitz jen menší částí celé vesnice. Dvě třetiny rozlohy (26 domů, 88 obyvatel) připadaly na Mohelnici (Böhmisch-Müglitz) spadající dnes pod město Krupka.

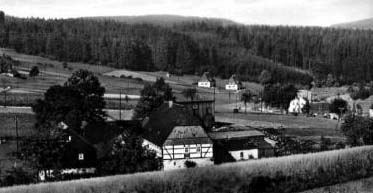
Müglitz kolem roku 1962

#### Vývoj počtu obyvatel v Müglitz
| - 1834: 32 - 1871: 41 - 1890: 39 | - 1997: 39 (1) - 1998: 40 - 1999: 42 | - 2000: 42 - 2001: 42 - 2002: 39 - 2003: 39 - 2004: 37 - 2005: 32 - 2006: 34 - 2007: 33 |

(1):od 1997: Obyvatelé na začátku roku (evidence obyvatel města Geising) 

### Gottgetreu
viz samostatný článek Gottgetreu

#### Vývoj počtu obyvatel
| - 1518: 30 - 1542: Oberdorf 16, Niederdorf 38 Bauern - 1547: 55 - 1623: 300 - 1641: Niederdorf 40 Bauern | - 1834: 439 - 1871: 467 - 1890: 453 | - 1910: 510 (2) - 1925: 514 (2) - 1939: 475 (2) - 1946: 643 (2) - 1950: 400 - 1960: 360 - 1962: 510 (2) - 1939: 475 - 1989: 280 - 1997: 268 (1) - 1998: 253 - 1999: 240 | - 2000: 237 - 2001: 233 - 2002: 220 - 2003: 218 - 2004: 226 - 2005: 214 - 2006: 216 - 2007: 217 |

(1): od 1997: Obyvatelé na začátku roku (evidence obyvatel města Geising) 

(2): Počet obyvatel včetně Müglitz a Gottgetreu

## Kultura a pamětihodnosti

### Muzea, pamětihodnosti
- prohlídková štola dolu na stříbro
- kopec Kohlhaukuppe
- Fürstenau je součástí projektu „Přeshraniční naučná hornická stezka Krupka-Geising-Altenberg-Zinnwald/Cínovec-Dubí“.
- Fürstenau se nachází v chráněném území tetřívka
- také vřesoviště „Fürstenauer Heide“ je chráněným územím
- dále patří Fürstenau do projektu ochrany přírody „Chráněné horské louky východních Krušných hor“ s jejich svéráznými kamennými zídkami

### Památky
- Kostel ve Fürstenau, který se zachoval v původní podobě do roku 1884, byl jedním z nejstarších v celém okolí. Zbožní lidé z druhé strany hranice považovali jeho mariánský obraz za zázračný. Ještě v polovině 19. století přicházela každoročně z blízkých míst na české straně do starého fürstenauského kostela procesí, čímž se stal kostel fakticky katolickým poutním místem na protestantském území. Na svátek Nanebevzetí Panny Marie se každoročně až do roku 1883 konala do Fürstenau procesí, kterých se účastnili věřící dokonce až z Lužice.
- Rychtářův statek ve Fürstenau je jediným statkem s vnitřním dvorem na území obce, který si zachoval svoje popisné číslo 1, přestože stojí uprostřed obce. Také v této obci byly domy několikrát přečíslovány, ale tohoto statku se to nikdy nedotklo.
- Památník židům na fürstenauském hřbitově, zemřelým během pochodu z koncentračního tábora Osvětim do Čech. Tento pochod procházel obcí.

### Pravidelně pořádané akce
- Slavnosti vřesoviště Fürstenau se konají každoročně poslední celý víkend v červnu. Tato lidová slavnost na okraji vřesoviště je svátkem celých rodin. V sobotu večer zahajuje slavnost jedna z hostujících hvězd. Na programu je taneční zábava, vystoupení kouzelníka a v pozdějších hodinách show se striptýzem. Jako hostující hvězdy vystoupili v posledních letech Maja Catrin Fritsche, Ina-Maria Federowski, Achim Mentzel, Hans-Jürgen Beyer, Andreas Holm & Thomas Lück, Nicole Freytag & Uwe Jensen a bratři Blattschussové.
- Slavnost zimního slunovratu u rybníka
- Vánoční trhy na křižovatce u kostela
- Silvestrovská zábava v kulturním sále

### Spolky
- FSV (Spolek rekreačního sportu Fürstenau), založen 1994, počet členů roku 2006: 54
- FFSG (Sdružení rodinného rekreačního sportu Fürstenau), založené 1994
- Sbor dobrovolných hasičů Fürstenau
- Kulturní spolek Fürstenau
- Klub mládeže Fürstenau

### Zajímavost
Poté co Josef II. zakázal v českých zemích poutě, chodili (němečtí) katolíci na pouť na svátek Navštívení Panny Marie (tehdy slaveného ještě 2. července) přes hranici do evangelického (dřív katolického) kostela v saském Fürstenau, což je velmi neobvyklé.<pozn.>Z roku 1850 máme zprávu o velkém množství poutníků z přeshraničních obcí z Čech, které se německy jmenují „Zinwald, Müglitz, Voigtsdorf, Ebersdorf, Schönwald“ aj., tedy Cínovec, Mohelnice (zaniklá obec), Fojtovice, Habartice (zaniklá obec), Krásný Les aj. Josef März: Der katholische Wahrheitsfreund ; Organ des Kathol. Volksbundes. Graz: Tanzer (30. Juli 1850). Str. 207. Dostupné online: https://books.google.cz/books?id=bm8GMCTnN80C&newbks=1&newbks_redir=0&hl=cs&pg=PA1#v=snippet&q=F%C3%BCrstenau&f=false, 26. března 2024.</pozn.>